# كوينسي تايلور
كوينسي تايلور (بالإنجليزية: Quincy Taylor)‏ مواليد 18 يوليو 1963 في دالاس، الولايات المتحدة، هو ملاكم أمريكي يصنف ضمن فئة الوزن المتوسط بدأ مسيرته الاحترافية سنة 1986.

## إحصائيات
خاض خلال مسيرته 32 نزالا، فاز في 28 ولم يتعادل وخسر في 4. فاز بالضربة القاضية في 24 نزالا.

## روابط خارجية
- كوينسي تايلور على موقع بوكس ريك (الإنجليزية) (registration required)